# تئودور کورنر
تئودور کورنر (انگلیسی: Theodor Körner؛ ۲۳ آوریل ۱۸۷۳ – ۴ ژانویهٔ ۱۹۵۷) یک سیاست‌مدار اهل اتریش بود.